# Museo Histórico de Aruba
El Museo Histórico de Aruba (en papiamento también conocido como: Museo Arubano) es como su nombre lo indica un museo de Historia en la ciudad de Oranjestad, la capital de la isla de Aruba, un país autónomo del Reino de los Países Bajos en el Mar Caribe. En él se explica los eventos históricos más importantes de la isla y de sus habitantes, tanto de las zonas rurales como urbanas. 
El museo está situado en el antiguo Fuerte Zoutman, una fortificación militar de los siglos XVIII y XIX, el edificio más antiguo en la isla.
El museo es administrado por la Fundación Museo Arubano desde 1992. 